# تشيستر بيتس
تشيستر بيتس (بالإنجليزية: Chester Pitts)‏ هو لاعب كرة قدم أمريكية أمريكي، ولد في 26 يونيو 1979 في إنغليووود في الولايات المتحدة.

## وصلات خارجية
- تشيستر بيتس على موقع مرجع كرة القدم المحترفة.كوم (الإنجليزية)